# Батрун

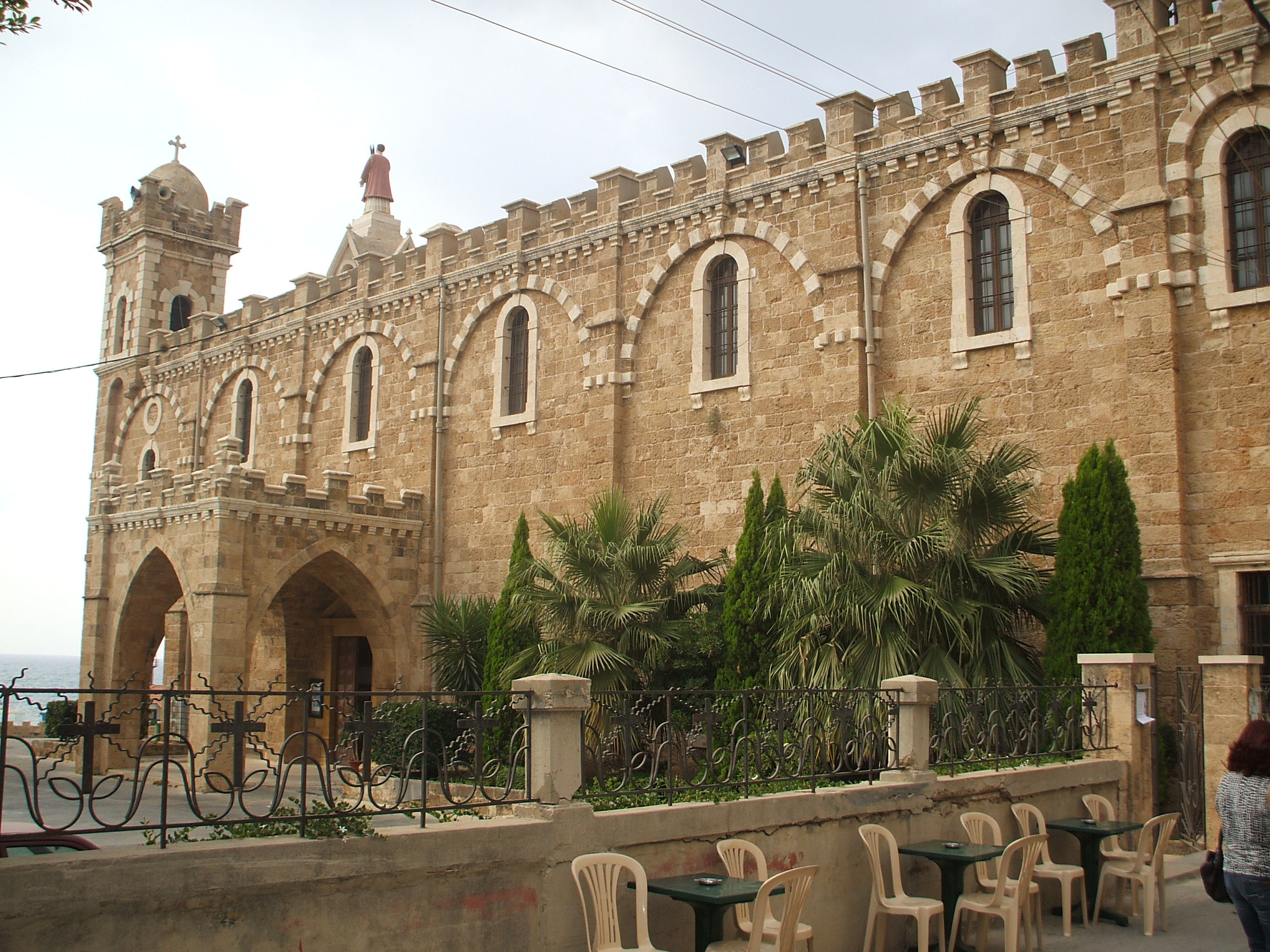
Церква Св.Степана у Батруні

Батрун, Ботріс (фінік. , дав.-гр. Βοτρύς, араб. البترون)— місто на півдні Лівану.
Засноване не пізніше XV ст. до н. е. фінікійцями. Назва поселення з фінікійської перекладається як «хвилеріз» (фінік. ), за іншою версією походить від словосполучення «будинок ватажка» (фінік.  ). 
Вперше було згаданий в єгипетських документах XIV ст. до н. е.
У IX ст. до н. е. був приєднаний до Тіра царем Ітобаалом. Йосиф Флавій повідомляє, що місто стало тірською колонією
У 551 році Батрун був зруйнований землетрусом і викликаними ним зсувами ґрунту. Проте місто було відбудоване і отримало трохи переінакшене ім'я — Петруній.
Хрестоносці збудували біля міста свій замок, відомий як Пюї де Коннетабль (або ж Калат аль-Мсейла (араб. قلعة المسيلحة)).